# Kościół Świętych Apostołów Piotra i Pawła w Kijach
Kościół Świętych Apostołów Piotra i Pawła w Kijach – rzymskokatolicki kościół parafialny należący do dekanatu pińczowskiego diecezji kieleckiej.
Obecna świątynia zaprojektowana w stylu wczesnobarokowym, murowana, została wzniesiona w I połowie XVII wieku. Składa się z nawy wyższej o czterech przęsłach oraz niższego prezbiterium. Z lewej i prawej strony zostały dobudowane w XVIII wieku kaplice w stylu późnobarokowym, posiadające ołtarze, w stylu rokokowym. W barokowym ołtarzu głównym jest umieszczony słynący łaskami obraz Matki Bożej Łaskawej z Dzieciątkiem w sukience metalowej. Na belce tęczowej jest umieszczony krucyfiks.
Z lewej i prawej strony nawy są umieszczone ołtarze w stylu rokokowym. Po lewej w ołtarzu są umieszczone rzeźby patronów św. Piotra i Pawła, u góry znajduje się obraz Ojca Pio. Do wyposażenia kościoła należą epitafia i nagrobki z XVII-XIX wieku, między innymi proboszcza kościoła, etnografa i archeologa księdza Władysława Siarkowskiego. We wnętrzu znajdują się również obrazy świętych polskich namalowane przez Kazimierza Mołodzińskiego m.in. św. Jacka Odrowąża.
W wieży dzwonniczej są umieszczone dwa nowe dzwony o imionach „Odkupiciel człowieka” i „Matka Odkupiciela”.

## Galeria zdjęć

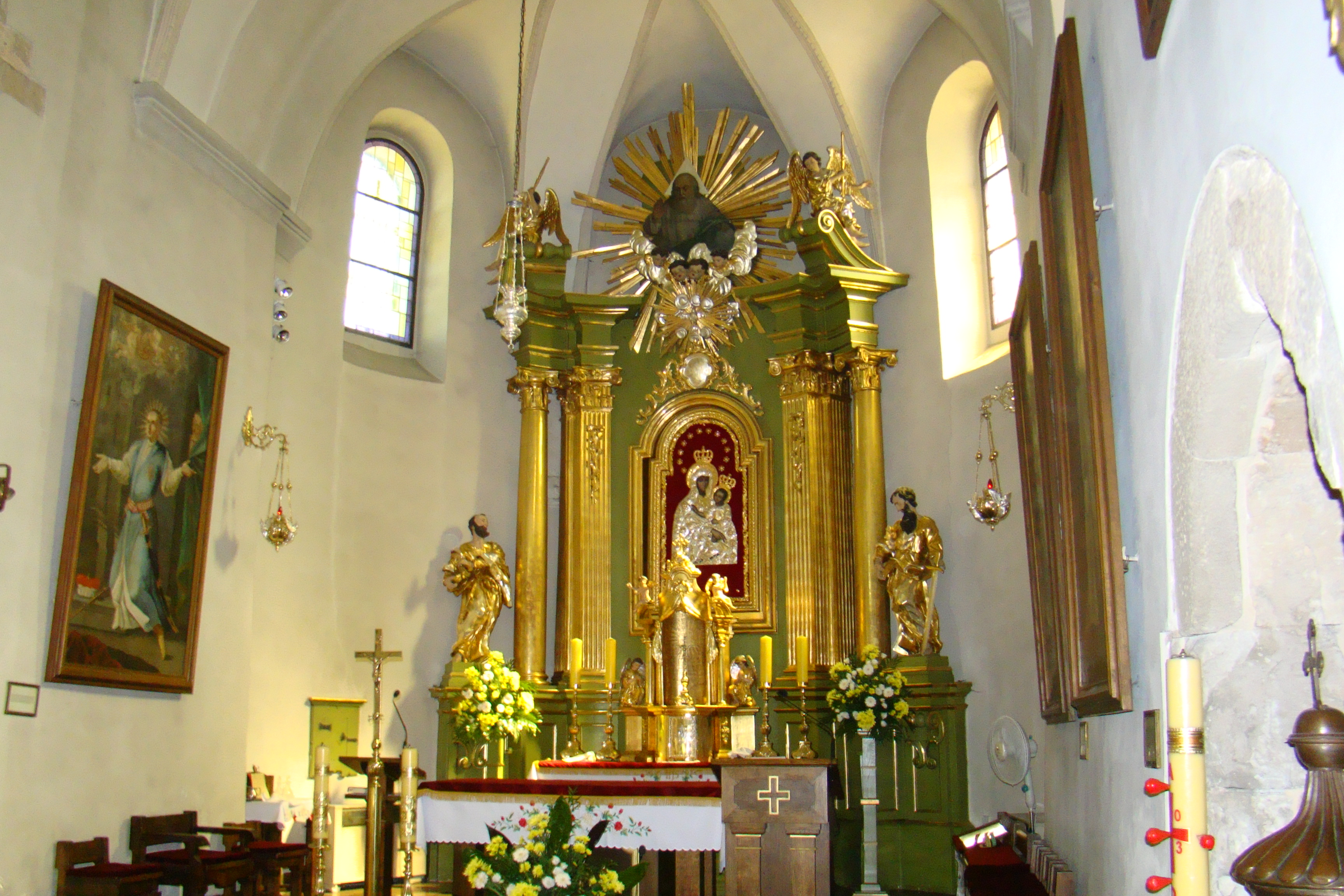
Wnętrze koscioła
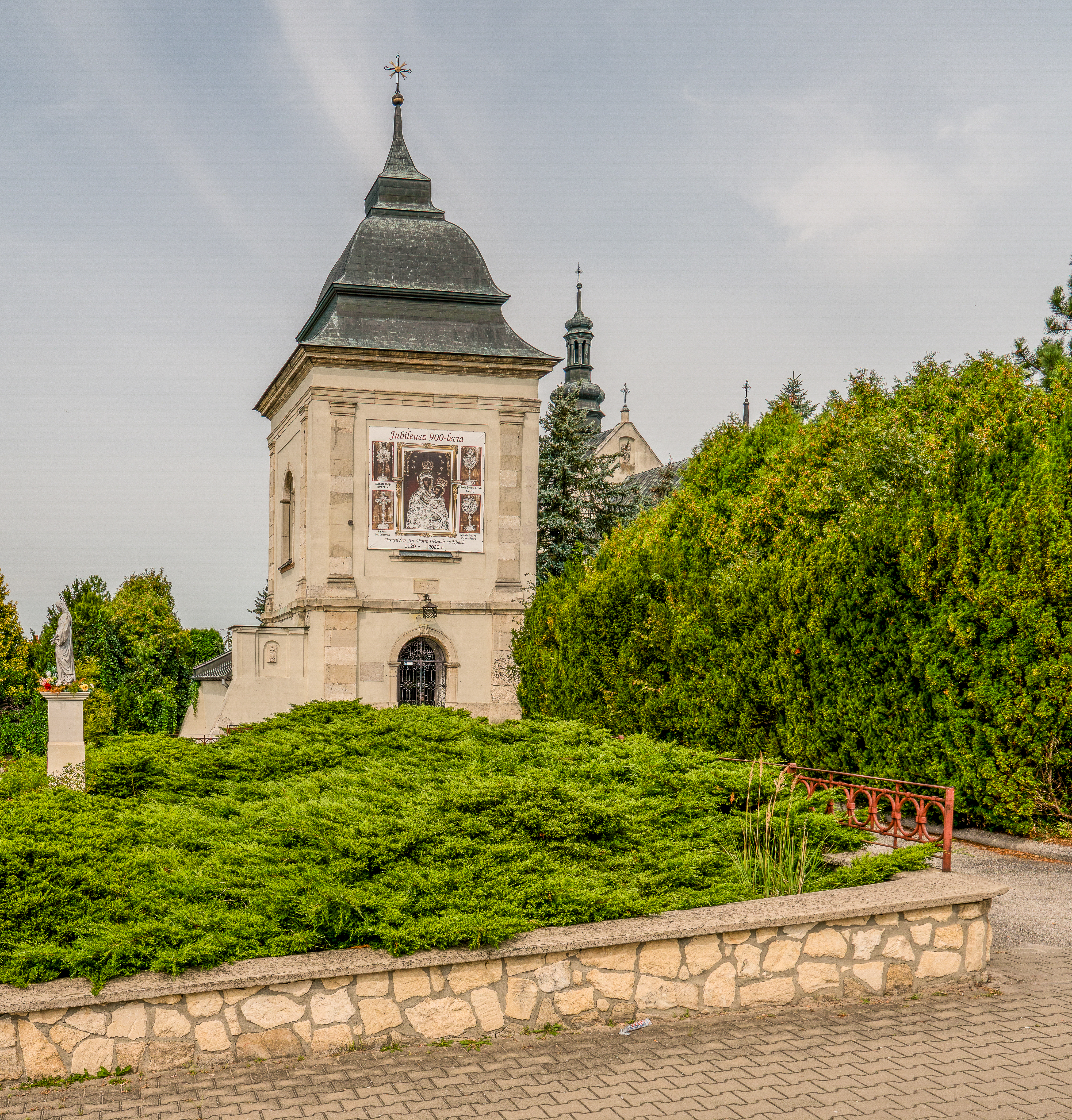
Dzwonnica